# بیدک (سبزوار)
بیدک، روستایی است از توابع بخش روداب و در شهرستان سبزوار استان خراسان رضوی ایران. مردم این روستا به زبان بلوچی صحبت می کنند.

## جمعیت
این روستا در دهستان کوه همایی قرار داشته و بر اساس سرشماری سال ۱۳۸۵ جمعیت آن ۳۱ نفر (۸ خانوار)
بوده است.